# Robert Drinan
Robert Drinan, né le 15 novembre 1920 à Boston et mort le 28 janvier 2007 à Washington) est un jésuite américain qui fut également avocat, militant et homme politique aux États-Unis. Il était membre du Congrès pour le Massachusetts et professeur à l'université de Georgetown. 

## Biographie
Robert Drinan s'opposa à la guerre du Viêt Nam et exigea le départ du président Richard Nixon. Il fut toutefois critiqué en 1980 par le pape Jean-Paul II pour son implication politique, en plus d'être dénoncé par quelques évêques pour avoir soutenu la décision Roe v. Wade sur les avortements. Il est mort d'une pneumonie et d'une insuffisance cardiaque le 29 janvier 2007. 